# Hermanas de la Visitación de Japón
La Congregación de Hermanas de la Visitación de Japón (oficialmente en latín: Congregatio Sororum Visitationis) es una congregación religiosa católica femenina, de vida apostólica y de derecho pontificio, fundada en 1925 por el misionero francés Albert Breton, en Fukuoka (Japón). A las religiosas de este instituto se les conoce como hermanas de la Visitación y posponen a sus nombres las siglas S.V.

## Historia
La congregación fue fundada por el misionero francés Albert Breton, de la Sociedad de las Misiones Extranjeras de París, en Fukuoka (Japón), en 1925. Es el primer instituto de vida consagrada que tiene su origen en el país. En sus orígenes estaba formado exclusivamente de japonesas. Las primeras religiosas se formaron las Hermanas del Niño Jesús de Saint-Maur.
El instituto recibió la aprobación como congregación religiosa de derecho diocesano en 1829, de parte de Fernand-Jean-Joseph Thiry, obispo de Fukuoka. El papa Pío XII elevó el instituto a congregación religiosa de derecho pontificio, mediante decretum laudis del 18 de diciembre de 1942.

## Organización
La Congregación de Hermanas de la Visitación de Japón es un instituto religioso de derecho pontificio y centralizado, cuyo gobierno es ejercido por una superiora general. La sede central se encuentra en Kamakura (Japón).
Las Hermanas de la Visitación de Japón se dedican a la educación e instrucción cristiana de los niños y de los jóvenes y la atención de los ancianos y de los enfermos. En 2017, el instituto contaba con 96 religiosas y 9 comunidades, presentes en Japón y Timor Oriental.